# Benedetto Scillamà
Benedetto Scillamà (Caltagirone, 25 oktober 1845 – Palermo, 31 mei 1918) was een magistraat in het koninkrijk Italië; vanaf 1912 was hij senator voor het leven.

## Levensloop
Scillamà groeide op in Catania, Zuid-Italië destijds deel van het koninkrijk der Beide Siciliën. Nadat hij zijn diploma rechten behaalde aan de universiteit van Napels startte hij een carrière in de magistratuur in het eengemaakte Italië. Hij was achtereenvolgens substituut-procureur in Girgenti (1877), Palermo en Trapani (1880). Bevorderd tot procureur bekleedde hij dit ambt in Oristano (1884), Lanusei, Sciacca, Sassari, Ferrara, Livorno en Piacenza (1889). Vanaf 1893 werkte Scillamà in Noord-Italië, meer bepaald in Genua als substituut-procureur-generaal bij het Hof van Beroep. Drie jaar later was hij er raadsheer (1896).
Er volgde een bevordering tot raadsheer bij het Hof van Cassatie in Palermo (1897) en nadien in Rome (1898).
Vervolgens werd Scillamà Eerste Voorzitter bij het Hof van Beroep in Aquileia (1904) en opnieuw in Genua (1907). Het hoogtepunt van zijn rechterlijke carrière was het Eerste Voorzitterschap bij het Hof van Cassatie van Sicilië met zetel in Palermo (1913); hij bekleedde dit ambt tot zijn dood. 
Zowel in zijn periode in Genua als in Palermo publiceerde hij enkele geschriften over het functioneren van rechtbanken en hoven. Bovendien werd hij in 1912 lid van de Senaat in Rome omwille van zijn carrière als raadsheer.
Scillamà werd vereerd met de volgende eretekens: grootofficier in de Orde van Sint-Mauritius en Sint-Lazarus (1912) en het grootkruis in de Orde van de Kroon (1913). 